# Lagrangepunkt

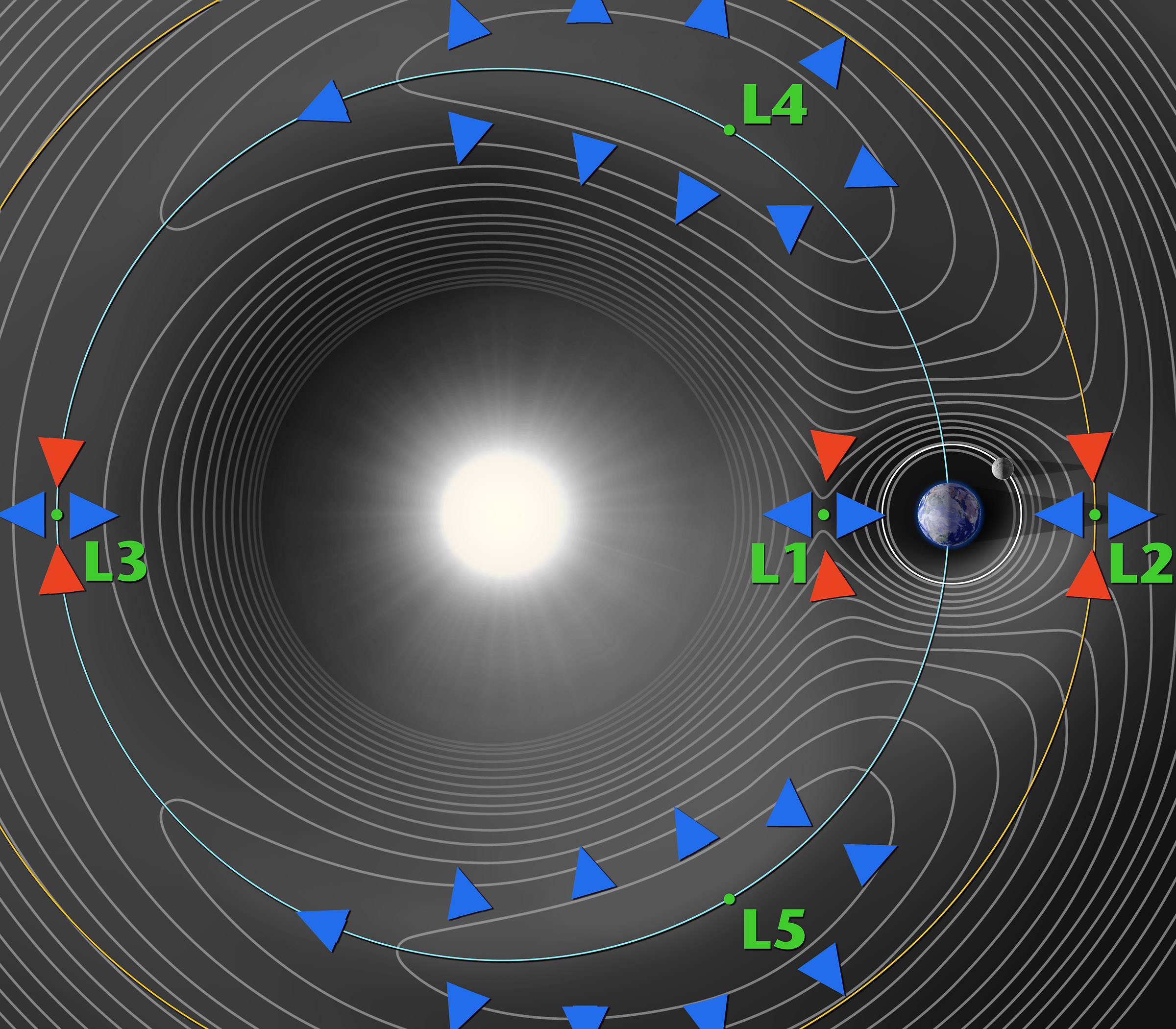
En konturplot av den effektiva gravitationella potentialen för ett två-kropparssystem (här jorden och solen) med de fem Lagrangepunkterna inritade. Fritt rörliga kroppar rör sig längs en kontur.

Lagrangepunkter, uppkallade efter Joseph-Louis Lagrange, är punkter i ett roterande system med två stora himlakroppar, till exempel jorden och solen, där deras gravitation samverkar så att ett mindre föremål som befinner sig i en Lagrangepunkt har samma omloppstid som den mindre himlakroppen. Därmed kommer föremålet och den mindre himlakroppen alltid att vara stationära i förhållande till varandra. Varje system har fem sådana punkter, som brukar betecknas L1, L2, L3, L4 och L5. En plats som kan utnyttjas för placering av stationära satelliter eller rymdstationer är till exempel vid L2. De tre första punkterna påvisades av Leonhard Euler 1765 och 1772 kunde Lagrange lägga till L4 och L5.
Endast L4 och L5 är stabila (om skillnaden i massa mellan de två kropparna är tillräckligt stor), vilket betyder att en satellit på någon av dessa punkter stannar kvar trots smärre störningar. De övriga punkterna är rörligt instabila, vilket innebär att om ett rymdobjekt på L1 - L3 stöts till lite lätt, så försvinner den bort från punkten och går in i en egen bana runt himlakropparna.
Lagrangepunkterna har betydelse för rymdforskningen och idag finns vid jordens L1-punkt två observatoriesatelliter: SOHO, som utför fjärrmätningar av solen, och ACE, som mäter solvinden. I jordens L2-punkt ligger bland annat, rymdteleskopet Gaia,  WMAP-satelliten som mäter den kosmiska bakgrundsstrålningen, samt James Webb-teleskopet.
I punkterna L4 och L5 kan himlakroppar samlas. Det första exemplet som upptäcktes var Trojanerna i Jupiters bana, som fått namn efter hjältar ur Iliaden. Därav kallas sådana himlakroppar för trojanska asteroider eller trojanska månar, och punkterna för trojanska punkter. Man har även funnit ett flertal trojanska objekt vid planeten Neptunus, två trojaner vid Uranus, men inga vid Saturnus. Vid Saturnus och Uranus är störningarna från grannplaneterna så stora att objekt som fångas i de trojanska punkterna sannolikt inte stannar där länge (Jupiter och Neptunus har bara var sin jätteplanet vid sin sida, Saturnus och Uranus har två). I jordens L4 finns den trojanska månen 2010 TK7 och vid L5 finns stora mängder interplanetärt stoft samlat.